# كازوهيرو ساتو
كازوهيرو ساتو (باليابانية: 佐藤 和弘) (28 سبتمبر 1990 في تاجيمي غيفو في اليابان – )؛ هو لاعب كرة قدم ياباني سابق كان يلعب كلاعب وسط.

## وصلات خارجية
- كازوهيرو ساتو على موقع رابطة كرة القدم اليابانية للمحترفين (اليابانية)
- كازوهيرو ساتو على موقع قاعدة بيانات كرة القدم.إي يو (الإنجليزية)
- كازوهيرو ساتو على موقع Soccerway.com (الإنجليزية)
- كازوهيرو ساتو على موقع عالم كرة القدم.نت (الإنجليزية)